# Julia (film 2004)
Julia (ang. Being Julia) – brytyjsko-węgiersko-kanadyjsko-amerykański komediodramat z 2004 roku w reżyserii Istvána Szabó, zrealizowany na podstawie powieści Teatr Williama Somerseta Maughama.

## Obsada
- Annette Bening − Julia Lambert
- Jeremy Irons – Michael Gosselyn
- Michael Gambon – Jimmy Langton
- Catherine Charlton – Panna Phillips
- Tom Sturridge – Roger Gosselyn
- Rita Tushingham – Ciocia Carrie
- Rosemary Harris – Pani Lambert
- Leigh Lawson – Archie Dexter
- Sheila McCarthy – Grace Dexter
- Maury Chaykin – Walter Gibbs
- Lucy Punch – Avice Crichton
- Shaun Evans – Tom Fennel
- Juliet Stevenson – Evie
- Miriam Margolyes – Dolly de Vries
- Bruce Greenwood – Lord Charles

## Nagrody i nominacje
Oscary za rok 2004
- Najlepsza aktorka - Annette Bening (nominacja)

Złote Globy 2004
- Najlepsza aktorka w komedii/musicalu - Annette Bening (nominacja)

Nagroda Satelita 2004
- Najlepsza aktorka w komedii/musicalu - Annette Bening (nominacja)
- Najlepszy aktor drugoplanowy w komedii/musicalu - Jeremy Irons (nominacja)

## Zdjęcia
Zdjęcia do filmu realizowane były na terenie Węgier (Kecskemét, Budapeszt), Anglii (Londyn), Wysp Normandzkich (Jersey).